# ヤーコプ・トマジウス
ヤーコプ・トマジウス（Jacob Thomasius、1622年8月27日 - 1684年9月9日）は、ドイツの哲学者、法学者である。

## 略歴
トマジウス家は、フランケン地方に住む法律家一族であった。ヤーコプは1622年に、ミカエル・トマジウスの息子として、ライプツィヒに誕生。家庭教師について学問を学び、1638年から1640年にかけてギムナジウムに通った。その後、哲学、文献学、数学などをライプツィヒ大学およびヴィッテンベルグ大学で学んだ。1642年に学士、1643年に哲学修士を取得。
1646年、ライプツィヒ大学の哲学部助手に就任。1648年からは、ライプツィヒにあるニコライ学堂で教員を務め、1650年から1653年にかけて、そこの校長代理となった。1653年、ライプツィヒ大学のフリードリヒ・ライプニッツ（ゴットフリート・ライプニッツの父）が退職したため、道徳哲学教授としてその後任に収まる。1656年および1659年には、修辞学教授も努めた。その後、順調に出世し、1669年にはライプツィヒ大学学長を、1670年にはニコライ学堂の校長を務めた。1676年、トマス学堂の校長に選ばれ、死ぬまでその職にあった。
彼の最も有名な学生は、ゴットフリート・ライプニッツである。また、彼の息子クリスティアン・トマジウスは、ドイツ啓蒙主義を代表する思想家である。

## 業績
学校教育においては、とりわけアリストテレス哲学を基礎とし、ウェルギリウスやキケロの書物は難解であるとして退ける傾向にあった。これら二者の書物の代わりに、ギリシャ語版新約聖書を教材に用いた。このことは当時の教育法としては画期的であった。また、ウェルギリウスに対しては、思想的にも違和感を持っていたと言う。
著作活動は後半に渡っており、哲学史、教会史、古典文学についても書物を残している。普遍論争に関する歴史的研究は、彼が鏑矢であった。生物にも興味を持っていたようで、「モグラの視覚について」（De Visu Talparum）という論文もある。